# Hans Friedrich Secker

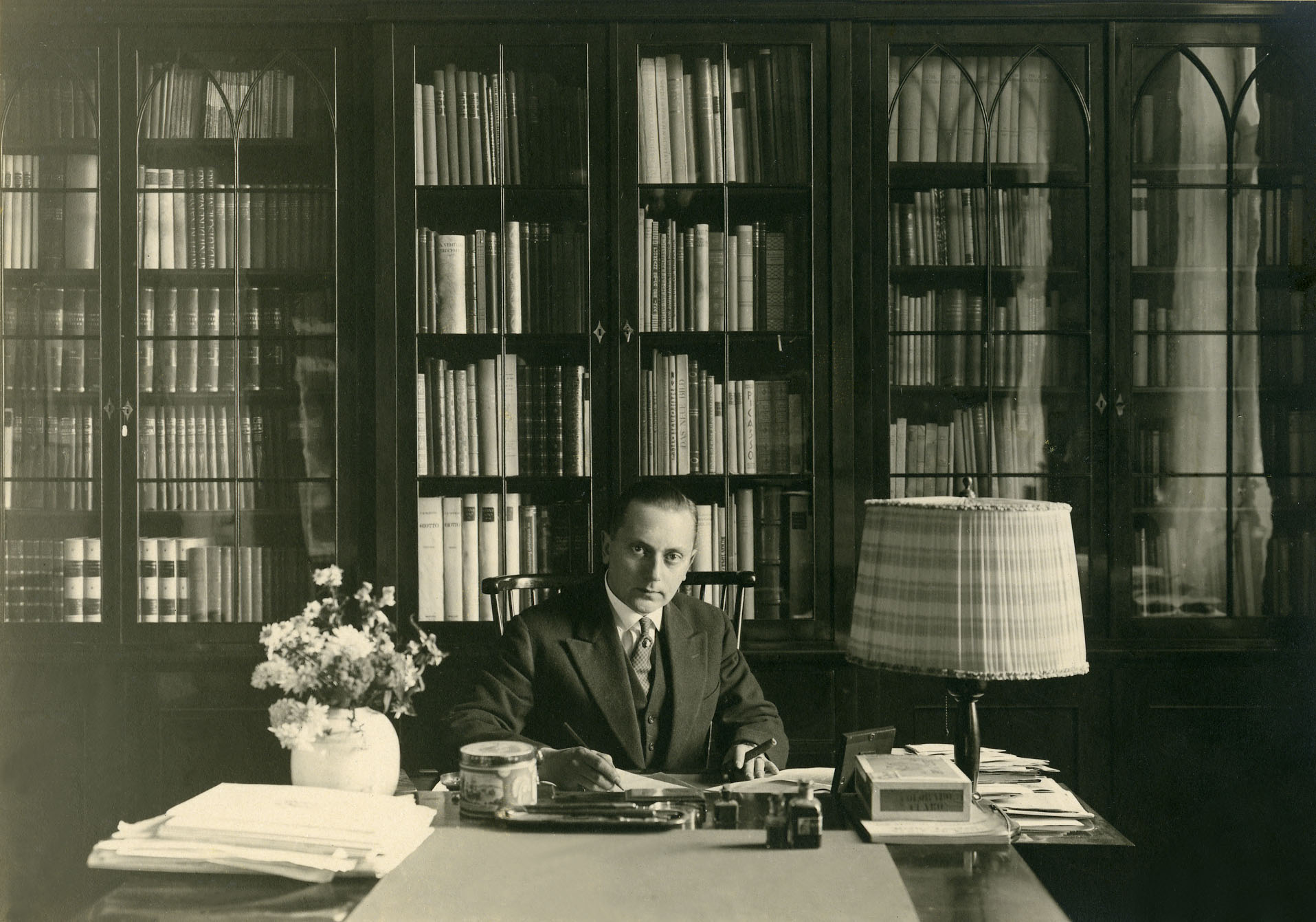
H.F. Secker in den 1920er Jahren in seinem Büro im Wallraf-Richartz-Museum

Hans Friedrich Secker (* 8. April 1888 in Elberfeld; † 7. August 1960 in Pfronten) war ein deutscher Kunsthistoriker und Museumsdirektor.

## Leben
Seckers Vater Franz Ludwig Secker war Direktor des Wissenschaftlichen Lehrinstituts in Elberfeld.
Secker besuchte die Gymnasien in Elberfeld und Bad Münstereifel. Dort bestand er am 6. März 1906 die Abiturprüfung. Er studierte Kunstgeschichte, Ägyptologie und Archäologie an der Friedrichs-Universität Halle, der Friedrich-Wilhelms-Universität zu Berlin und an der Kaiser-Wilhelm-Universität Straßburg. Am 17. Dezember 1910 wurde er in Straßburg bei Georg Dehio zum Dr. phil. promoviert. 1911 wurde er im Corps Palaio-Alsatia recipiert. Anschließend arbeitete er am Hohenlohe-Museum in Straßburg; 1911 trat er eine Assistenz am Magdeburger Kaiser-Friedrich-Museum an.

### Museumsleiter in Danzig (1912–1922)
Secker wurde im September 1912 nach Danzig berufen als Leiter der Städtischen Galerie und des Westpreußischen Provinzialmuseums. Er hatte den Gründungsdirektor und Leiter des Magdeburger Museums, Prof. Theodor Volbehr, beeindruckt, der ihn mit besonderem Lob an die Oberen der Stadt Danzig empfahl (1922 empfahl er Secker dem damaligen Kölner Oberbürgermeister Konrad Adenauer als „liebenswürdigen, gewandten und frischen Menschen“). Im Jahr seines Amtsantritts und einige Wochen vor seiner Reise nach Danzig besuchte Secker die Internationale Ausstellung des Sonderbunds westdeutscher Kunstfreunde und Künstler (25. Mai bis 30. September 1912 in Köln). 634 Werke in 29 Sälen boten eine erste Zusammenschau moderner Kunst in Europa. Secker äußerte danach, die Ausstellung habe ihn in stürmische Erregung versetzt: „Da waren Bausteine zu neuen Domen – welche Farbigkeit und Fülle, welches Fest!“ In Danzig musste er erfahren, dass die "aufrührerischen Mächte" der Avantgarde die bedächtige Bürgerschaft nicht mitreißen würden, zumal die Ambitionen des Magistrats auf einen Konservator zielten, der die von einem Stadtrat ehrenamtlich verwalteten ungeordneten Bestände an Gemälden und Kunstgewerbe neu organisieren sollte. Diese lagerten in einem verlassenen Kloster des Franziskanerordens aus dem 15. Jahrhundert. Secker, mit 24 Jahren jüngster Museumsleiter im Deutschen Reich, gelang es, innerhalb weniger Monate die Aufarbeitung der Sammlungen zu ersten Resultaten zu führen. Die feierliche Eröffnung der Gemäldegalerie in den Oberlichträumen des Hauses fand im Mai 1913 statt. Zeitgleich erschien Seckers "Führer durch die öffentlichen Kunstsammlungen". Ein Jahr später konnten im Erd- und Mittelgeschoss die kunstgewerblichen Bestände des Provinzialmuseums und in den Kreuzgängen des Klosters die hauseigene Sammlung von Abgüssen nach der Antike gezeigt werden. Schenkungen und Stiftungen Danziger Bürger ermöglichten eine schnelle Vermehrung der Bestände. Innerhalb eines Jahres stiegen die Besucherzahlen ums Dreifache, und die Anzahl der Museumsführungen bezifferten sich bis Herbst 1916 auf rund 350. Visiten des Kaiserhauses bestätigten schon bald den Ruf des Klosters als wichtigste Galerie des deutschen Ostens. Seckers Eifer, eine Mission zu erfüllen ("Wegweiser zu werden zum künstlerischen Sehen und Unterscheiden"), führte ihn bis in die Provinz zu einer regen Vortragspraxis. Mit Karl Jellinek, dem bekannten Naturwissenschaftler der TH Danzig, gründete er die städtische Volkshochschule (eine der ersten im Reich), als deren Dozent für Kunstgeschichte er sich jahrelang zur Verfügung stellte. Im November 1918 rief er die Kunstforschende Gesellschaft ins Leben, deren Publikationen sich mit Schwerpunkt auf das Weichselland und die benachbarten Küstenländer bezogen. Als er 1922 Danzig verließ, ernannte ihn die Gesellschaft einstimmig zu ihrem Ehrenmitglied.

### Museumleiter in Köln (1922–1928)
Seckers Berufung ans Wallraf-Richartz-Museum erfolgte am 3. April 1922. In die Glückwünsche und Empfehlungen älterer Kollegen mischten sich besorgte Anspielungen. Sie verwiesen auf das schwierige Terrain der örtlichen Kunstpolitik am Rhein, auf unerfreuliche Zustände im Museumswesen, deren Behebung ein hohes Maß von Diplomatie und starker Willenskraft erfordere. Tatsächlich erwies sich Seckers Amtsführung in den nachfolgenden Jahren als ein kräftezehrender (und letztlich vergeblicher) Kampf gegen engen Bürgersinn und eine kunstfeindliche Verwaltung. Die Ausgangslage war bei seinem Antritt ähnlich wie 10 Jahre zuvor in der westpreußischen Hansestadt. Wie die Sammlungen im Danziger Kloster hatten die überlieferten Bestände der Kölner Galerie über eine längere Frist keinen fachkundigen Leiter gekannt. Seit dem frühen Tod von Alfred Hagelstange (1874–1914) blieb dessen Posten, den er sieben Jahre innehatte, verwaist. Dessen letzte Ankäufe moderner Kunst waren während des Krieges im unzugänglichen, verstaubten Direktorenzimmer interniert, die Secker alsbald in den offiziellen Bestand des Museums integrierte. Dabei konnte er im ersten Amtsjahr auf Danziger Erfahrungen fußen. Sowohl die bauliche Veränderung der Galerie wie auch die Neuordnung ihrer Bestände und das Prinzip der chronologischen Anordnung der Säle, selbst die Farbgestaltung der Ausstellungswände entsprachen seinen Danziger Dispositionen. Ein erster Konflikt mit Oberbürgermeister Dr. Konrad Adenauer betraf die Umgestaltung des Hauses. Im monatelangen Disput um die bessere Konzeption (Plan A gegen Plan B) hatte schließlich – Sommer 1923 – der Stadtrat zu entscheiden, wobei sämtliche Fraktionen gegen den Organisationsplan des OB plädierten (Justizrat Fuchs, Stadtverordneter: „Das wird er Ihnen nie verzeihen“). Anfänglich bereitliegendes Kapital, zum Teil mühevoll aus der Versteigerung entbehrlicher Bilder des Museums erzielt, war infolge der vorherrschenden progressiven Inflation zusammengeschmolzen. Die Verzögerung der Neuordnung bedingte nicht zuletzt die späte feierliche Eröffnung der umgestalteten Galerie im Museum, die am 1. Dezember 1923 stattfand.
Das Haus oblag der Verantwortlichkeit zweier Direktoren. Während H.F. Secker für die Leitung der Galerie des 17. bis 20. Jahrhunderts nebst den graphischen Sammlungen zuständig war, betreute der 1920 aus Lübeck berufene Prof. Dr. Karl Schäfer, zugleich Direktor des Kölner Kunstgewerbemuseums, die mittelalterliche Abteilung. Die beiden Direktoren waren einander gleichgeordnet und vertraten sich gegenseitig, was mangels einer klar abgegrenzten Arbeitsteilung zu Auseinandersetzungen im Hause führen konnte, zumal unterschiedliche Temperamente eine Rolle spielten. Im Falle Schäfer/Secker stand ein älterer temperamentvoller Mann einem jüngeren, sehr ehrgeizigen und sehr empfindlichen gegenüber. Tatsächlich war das Verhältnis beider Direktoren während ihrer Amtszeit durch Rivalität und Zwist geprägt. Wohl erst nach ihrem Ausscheiden konnten sie erfahren, dass ihre Konflikte durch Intrigen ihrer Mitarbeiter zusätzlich angefacht worden waren. Der Grund zu Zerwürfnissen aber war letztlich in den unklaren Maßnahmen zu suchen, welche die Stadt Köln in der Verwaltung ihrer Museen getroffen und seit Jahren festgehalten hatte.
Secker war mit Eifer gestartet. Im November 1922 gründete er die Wallraf-Richartz-Gesellschaft, die sich zur Aufgabe stellte, die kunstgeschichtliche Forschung und das Interesse an der Kunst der Gegenwart in den Ländern am Rhein zu fördern. Ihren Mitgliedern bot die Gesellschaft seit 1924 das alljährlich erscheinende Wallraf-Richartz-Jahrbuch (in dessen Tradition das heutige gleichnamige Organ der Freunde des Museums weiterlebt). Seckers Ambition, eine moderne großstädtische Galerie aufzubauen und beim Erwerb von Bildern auch die Arbeiten zeitgenössischer Künstler zu berücksichtigen, fand nicht den Widerhall von Verwaltung und Öffentlichkeit. Mochten die ersten Ergänzungen der Sammlung mit Werken von Hofer, Pechstein, Purrmann, Grosz oder Rodin wenig Aufmerksamkeit erzeugen, so bewirkte sein Ankauf des monumentalen Gemäldes "Der Schützengraben" einen ungekannten Skandal, der weit über Köln hinaus die Kunstwelt erregte. Das nahezu wandfüllende Bild des Künstlers Otto Dix, Projektion seiner traumatischen Fronterfahrung im Weltkrieg, war die Hauptattraktion der neu eröffneten Galerie und führte alsbald zu Auseinandersetzungen in der Kölner Tagespresse. Als das Werk im Frühjahr 1924 nach Berlin ausgeliehen und in der Akademie der Künste ausgestellt wurde, entzündete sich an der rigorosen Kritik des bekannten Kunsthistorikers und Publizisten Julius Meier-Graefe mit seinem Angriff auf Secker als "den unreifen Galerie-Direktor aus der Provinz" und auf den "greisen" Akademiepräsidenten Max Liebermann, der den "Schmutz" sanktioniere, eine reichsweite Diskussion. Die inhaltliche Wucht des Bildes ("das Grauen in Vollendung") provozierte diametrale Interpretationen, die mal das "öffentliche Ärgernis", mal die "tiefernste Kunst" beschworen. In der Domstadt blieb Meier-Graefes Empfehlung an die Kölner Stadtväter, das "Monstrum" aus dem Museum zu entfernen, nicht ohne Wirkung. Secker musste das Gemälde, nachdem es ein Jahr in einem abseitigen, durch einen Vorhang getrennten Raum zu besichtigen war, Anfang 1925 an den Berliner Kunsthändler Karl Nierendorf zurückgeben. Voraufgegangen war ein unrühmliches Taktieren des konservativen Magistrats (bestimmend der Oberbürgermeister) und die Beeinflussung einer verständnislosen Bürgerschaft durch die gegnerische Presse.
Verfügungen und verschleppte Entscheidungen des Kulturamts, nicht zuletzt die Erfahrung, dass im eigenen Haus Intrige und Denunziation den Intentionen der Museumsleitung entgegenstanden, veranlassten ihn, in Berufungsverhandlungen mit der Berliner Nationalgalerie zu treten, als Direktor Ludwig Justi ihn für die Neue Abteilung des Kronprinzenpalais gewinnen wollte. Secker entschied sich, in Köln zu bleiben und überreichte – „trotzig im Sturm gegen jede rückständige Gesinnung“ – dem Oberbürgermeister eine Denkschrift, in der er protestierend nachwies, dass die Verwaltung seine Ziele blockiere. Seitdem wurde ihm kaum mehr Unterstützung zugesagt, weder für Museumseinkäufe noch für geplante Ausstellungen. 1927 betrug sein Ankaufsetat 8.000,- Mark (je zur Hälfte für Gemälde und Graphik), während der Düsseldorfer Kollege Karl Koetschau über ein jährliches Budget von 250.000,- Mark verfügen konnte. Bemerkenswert bleibt dennoch, dass es Secker gelang, dem Museum mit Hilfe rheinischer Kunstfreunde viele und bedeutende Werke zuzuführen. Aus seinem Rechenschaftsbericht über die Vermehrung der Neuzeitlichen Galerie während seiner ersten fünf Jahre geht hervor, dass die Zahl der Stifter, die Galerie und Kupferstichkabinett mit Schenkungen versehen hatten, mehr als 250 betrug. Bei der Neuanschaffung zeitgenössischer Kunst war allerdings der Widerspruch des Publikums zu fürchten. So durften Leihgaben aus der Sammlung Garvens, Kokoschkas „Selbstbildnis mit Frau“ von 1914 oder James Ensors großformatige „Versuchung des heiligen Antonius“ (an die Stelle des „Schützengrabens“ gehängt), nicht in Köln bleiben.
Secker führte im Rückblick seine Differenzen mit der Stadtspitze und sein vorzeitiges Ausscheiden aus dem Amt auf zwei Ursachen zurück, einmal auf den Kunstdezernenten Meerfeld, „der damals als sozialdemokratischer Reichstagsabgeordneter und Mitglied des Staatsrats vollkommen in seiner Parteiarbeit aufging und sich niemals, außer zu den Kommissionssitzungen, ins Museum begab“, und zweitens auf das entstandene verwaltungstechnische Vakuum, das dem eigenmächtigen Verhalten untergeordneter Organe Vorschub leistete. Verständnislosigkeit und kleine Drangsalierungen des „Amtes II“ in konspirativem Kontakt mit ehrgeizigen und illoyalen Mitarbeitern der beiden Direktoren hatten im Haus am Wallrafplatz ein Klima des Misstrauens und der gehemmten Kreativität geschaffen. OB Adenauer, der mehrfach in Meerfelds unglückliche Amtsführung eingriff, löste seinerseits nicht die offen zutage getretene Museumskrise. Mit seinem Führungsstil aus streng konservativer Gesinnung, der sich – im Bündnis mit der Bürgerschaft – gegen die avancierte moderne Kunst richtete und dem in Köln prominente Künstler wie Dirigent Klemperer, Intendant Hartung, auch Philosoph Max Scheler zum Opfer fielen, beschädigte er seinen Ruf als Kulturpolitiker. Im Falle Seckers wurde er offensichtlich von nachgeordneten Beamten tendenziös beraten, was seine feindselige Haltung gegen den Leiter der Neuzeitlichen Galerie erklären könnte. Sein Bestreben, sich von dem missliebigen Beamten zu trennen, konnte er schließlich nur einlösen, indem er Seckers Forderung nach einer lebenslänglichen Rente, die seine Pensionsansprüche weit überstieg, erfüllte. Vorausgegangen war der Versuch, Secker mit Hilfe eines Disziplinarverfahrens (das auf Verleumdungen basierte) aus dem Amt zu entfernen. Die Presse sprach von einer Blamage, als der Kölner Regierungspräsident nach Prüfung der Vorgänge sein Gesuch ablehnte mit dem Hinweis, dass jegliche Handhabe fehle, dem Beklagten eine ehrenrührige Handlung nachzuweisen. Am 13. Januar 1928 erhielt Hans Friedrich Secker Adenauers Bescheid: „... nehme ich Ihr Angebot, von Ihrem Dienstverhältnis zur Stadt Köln zurückzutreten, unter den gestellten Bedingungen an ...“ Im Monat Mai ernannte die Wallraf-Richartz-Gesellschaft den scheidenden 40-jährigen Museumsdirektor einstimmig zu ihrem Ehrenmitglied.
Als Museumsdirektor schied Secker am 1. Februar 1928 mit Ruhegehalt aus dem Dienst der Stadt Köln aus. Als Privatgelehrter und Kunstsachverständiger war er oft auf Reisen. Unter dem Pseudonym Johannes Karst schrieb er Hörspiele und Essays.

### Ehen
Secker heiratete dreimal: Annie Elisabeth („Lizzie“) Wollstatt aus Zürich (1921), Ilse von Andreae geb. von Mallinckrodt aus Köln (1929) und die Illustratorin Gerda Schroeder aus Berlin (1940). Er hatte aus erster Ehe eine Tochter sowie aus dritter Ehe zwei Töchter und einen Sohn. Er lebte ab 1929 in Köln, ab 1932 in Bad Honnef und seit 1956 in Weißensee bei Füssen im Allgäu. 

## Veröffentlichungen
- Die frühen Bauformen der Gotik in Schwaben – insbesondere ihr Zusammenhang mit Details aus der Straßburger Münster-Bauhütte. J.H.E. Heitz, Straßburg 1911 (Dissertation)
- Die Skulpturen des Straßburger Münsters seit der französischen Revolution, mit zwei Nachträgen über gotische Porträts und über Bildnereien der Renaissance und des Barock. J. H. E. Heitz, Straßburg 1912
- Führer durch die öffentlichen Kunstsammlungen in Danzig. Bd. 1: Die städtische Gemäldegalerie im Franziskanerkloster. Erste illustrierte Ausgabe. Burau, Danzig 1913
- Die alte Töpferkunst Danzigs und seiner Nachbarstädte. Klinkhardt & Biermann, Leipzig 1915
- Die Kunstsammlungen im Franziskanerkloster zu Danzig (Wegweiser). Bard, Berlin 1917
- Malerei von etwa 1860 bis zur Gegenwart aus Kölner Privatbesitz. Kölnischer Kunstverein, Köln 1925
- Die Galerie der Neuzeit im Museum Wallraf-Richartz. Klinkhardt & Biermann,  Leipzig 1927
- Gebaute Bilder – Grundlage für eine kommende Wandmalerei. Atlantis-Verlag, Berlin/Zürich 1934
- Julius Bretz. Verlag der Kunst, Dresden 1957
- Diego Rivera. Verlag der Kunst, Dresden 1957
- José Guadelupe Posada. Verlag der Kunst, Dresden 1961

Zahlreiche Artikel und Aufsätze in Katalogen, Zeitschriften und Zeitungen. Bis zum Zweiten Weltkrieg war Hans F. Secker ständiger Mitarbeiter der Vossischen Zeitung Berlin, der Kölnischen Zeitung und der Neuen Zürcher Zeitung.

## Ehrungen
- Rote Kreuz-Medaille (Preußen) II. Klasse[1]
- Bronzene Ehrenmedaille für Verdienste um das Österreichische Rote Kreuz (1919)[1]
- Ehrenmitglied der Kunstforschenden Gesellschaft in Danzig[4]
- Ehrenmitglied der Wallraf-Richartz-Gesellschaft in Köln[1]